# Antonio Cappelli (1818-1887)
Antonio Cappelli (Modena, 17 gennaio 1818 – Collegarola, 1º settembre 1887) è stato uno storico italiano.

## Biografia
Studioso e ricercatore di rilievo nel panorama culturale emiliano del secondo Ottocento, fu tra gli storici più prolifici che collaborarono agli «Atti» della Deputazione di storia patria per le province modenese e parmense. Socio attivo dal 1862, divenne segretario facente funzioni della Deputazione nel novembre 1867, per poi essere eletto il 17 gennaio 1868.
Si interessò di studi danteschi, dell'opera di Ariosto e riportò alla luce documenti storici inediti esplorando gli archivi modenesi, in particolare la Biblioteca Estense e l'Archivio di Stato.